# Justin & Christina
Justin & Christina es un EP edición limitada de los cantantes estadounidense Justin Timberlake y Christina Aguilera. El álbum fue lanzado en el segundo trimestre de 2003 para ayudar a promover la gira musical "Justified and Stripped Tour". El EP fue lanzado en exclusiva para las tiendas Target. Sólo consiste en remezclas de sus más grandes éxitos incluyendo una nueva canción de cada artista.
La canción, "When, Where, How" también aparece en español en el álbum debut "Alma Negra" del cantante Tony Santos.

## Lista de canciones
| Nº | Canción                                            | Artista            | Compositor                                            | Duración |
| -- | -------------------------------------------------- | ------------------ | ----------------------------------------------------- | -------- |
| 1. | ""That's What Love Can Do" "                       | Christina Aguilera | C.Aguilera Glen Ballard                               | 3:44     |
| 2. | "Why, When, How"                                   | Justin Timberlake  | Anthony Dixon James Brion Anthony Nance J. Timberlake | 4:20     |
| 3. | "Beautiful" (Valentin Club Mix)"                   | Christina Aguilera | Linda Perry                                           | 5:56     |
| 4. | "Rock Your Body" (Paul Oakenfold Mix)              | Justin Timberlake  | Chad Hugo J. Timberlake Pharrell Williams             | 5:38     |
| 5. | "Fighter" (Hellraiser Remix)                       | Christina Aguilera | C. Aguliera Scott Storch                              | 5:13     |
| 6. | "Cry Me a River" (Bill Hamel Justinough Vocal Mix) | Justin Timberlake  | S. Storch Timothy Mosley J. Timberlake                | 7:44     |